# Jorge Yarce
Jorge Yarce Maya (Medellín, 14 de noviembre de 1940-Bogotá, 18 de julio de 2024) fue un periodista, escritor, editor, director de televisión y filósofo colombiano.

## Biografía
Nació en Medellín. Estudió filosofía en la Pontificia Universidad Bolivariana, hizo su doctorado de ciencias humanidades en la Universidad Lateranense en Italia y realizó su especialización en la Universidad de Stanford en Estados Unidos.
Su carrera de periodista empezó como fundador de la programadora de televisión Promec Televisión junto a Humberto Arbeláez. En 1978 creó la agencia de noticias Colprensa donde fue editor y director general hasta su muerte. Ocupó los cargos como director de la Asociación Para la Enseñanza (Aspaen), ayudó a la creación del Instituto Superior de Enseñanza (INSE), que cambió el nombre de Universidad de La Sabana. Fue consultor del Ministerio de Educación, ICFES y universidades privadas.
Público más de 50 libros entre su obra se destaca en Valores para la paz. Sus obras literarias se combinaron de humanismo y sociedad. Creó el Instituto Latinoamericano de Liderazgo.
Fue hospitalizado en la Clínica Shaio de Bogotá tras sufrir un accidente cerebrovascular días atrás, falleciendo el 18 de julio de 2024.